# 比洛烏西夫卡 (薩夫蘭區)
47°59′1″N 30°1′22″E / 47.98361°N 30.02278°E
比洛烏西夫卡（烏克蘭語：Білоусівка）是位於烏克蘭西南部的村莊，由敖德萨州波季利斯克区的薩夫蘭市鎮負責管轄。該村始建於1798年，面積0.38平方公里，海拔高度190米，2001年人口89，人口密度每平方公里234.21人。